# 阿雷斯河
阿雷斯河，是哈薩克斯坦南部的河流，是錫爾河的右支流，長378公里（235英里），流域面積14900平方公里（5800平方英里）。
阿雷斯河的源頭在天山支脈阿拉套山，平均水流量為每秒46.6立方米（1,650立方英尺/秒）。最高的水量是在融雪期間的4月，最低的是8月。這條河的河水可用於灌溉，在下游種植水稻。阿雷斯河的支泡有馬沙特河、晦達姆河等分支。
阿雷斯河流域自古以來就是人類居住的地方。該地區有許多中世紀城堡，其中最重要的是訛答剌城堡。